# Shadowhunters - Le origini

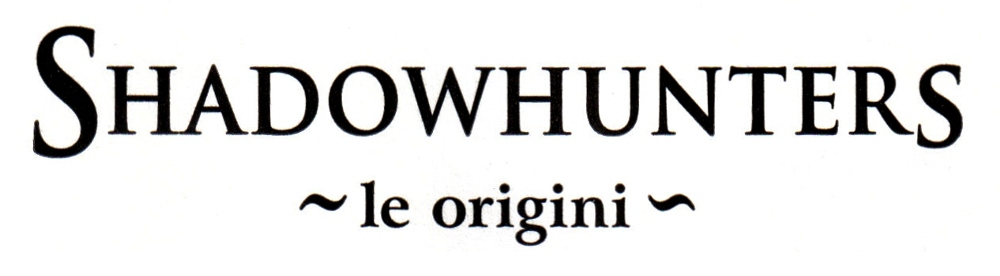
Logo italiano della serie

Shadowhunters - Le origini (The Infernal Devices), dal 6 settembre 2016 in Italia divenuta The Infernal Devices - Shadowhunters, è una saga di romanzi urban fantasy, scritta da Cassandra Clare e ambientata nella Londra vittoriana. La storia racconta le vicende della sedicenne orfana Tessa Gray, arrivata da New York per cercare suo fratello.

## I libri
La saga include tre romanzi:
- Shadowhunters - Le origini. L'angelo (Clockwork Angel), pubblicato in inglese il 31 agosto 2010, in italiano nel 2011.
- Shadowhunters - Le origini. Il principe (Clockwork Prince), pubblicato in inglese il 6 dicembre 2011, in italiano nel 2012.
- Shadowhunters - Le origini. La principessa (Clockwork Princess), pubblicato in inglese il 19 marzo 2013, in italiano nel 2013.

## Personaggi
Theresa "Tessa" Gray
Cresciuta a New York, è nata nel 1862. Ha sedici anni, capelli castani ricci e occhi grigi. Ama i libri e ha una natura curiosa e altruista. I suoi presunti genitori, Elizabeth Moore e Richard Gray, sono morti quando aveva tre anni. Può prendere l'aspetto di qualunque persona lei voglia, tenendo in mano un oggetto appartenente ad essa, riuscendo anche a toccare la mente della persona di cui ha preso le sembianze e avere accesso, così, ai suoi ricordi. È figlia di una Nephilim alla quale non sono stati applicati i marchi da Cacciatrice e di un demone: in quanto tale, è immortale, anche se può essere uccisa qualora dovesse perdere l'angelo meccanico che la protegge. Alla fine, sposa Will, con il quale ha due figli, James e Lucie.
William "Will" Owen Herondale
È un ragazzo di diciassette anni, nato nel 1861, con capelli neri e occhi azzurri. È spesso scortese e sfacciato e nasconde i suoi sentimenti per tenere lontani gli altri: infatti, a dodici anni ha aperto una Pyxis e liberato un demone, che gli ha lanciato una maledizione che uccide chiunque lo ami. Quando riesce a rintracciare il demone, con l'aiuto dello stregone Magnus Bane, per convincerlo a rompere la maledizione, scopre che in realtà non è mai esistita. Tiene molto a Jem, il suo parabatai, l'unica persona che non si arrabbia mai per tutti i guai che combina. Ha due sorelle: Ella, nata nel 1859 e morta nel 1873, e Cecily, nata nel 1863. Alla fine, sposa Tessa. Ama leggere e grazie alla sua runa Mnemosyne riesce a memorizzare facilmente diversi passi dei libri.
James "Jem" Carstairs
Il compagno d'armi di Will, è un giovane pallido di diciassette anni, nato nel 1861, con occhi e capelli color argento. Di origini cinesi da parte di madre, ha vissuto a Shanghai fino all'assassinio dei suoi genitori da parte del demone Yanluo. Lo stesso demone, per vendicarsi della madre di Jem, ha torturato il ragazzo rendendolo dipendente da una droga che lentamente lo sta uccidendo, ma senza la quale non può sopravvivere. Suona il violino e il suo nome in cinese è Jian. Quando la droga si esaurisce, entra a far parte dei Fratelli Silenti con il nome di Fratello Zac, anche se poi, nel 2008, li lascia non appena riesce a trovare una cura.
Jessamine "Jessie" Lovelace
Coetanea di Tessa, è una ragazza bionda, ricca e arrogante, il cui sogno è lasciare gli Shadowhunter e vivere una vita normale. I suoi genitori sono morti in un incendio e detesta Will. Sposa Nate, il fratello di Tessa, e comincia a tradire i suoi compagni, finché, una volta scoperta, non viene imprigionata nella Città Silente in attesa di essere processata. Poco tempo dopo, viene liberata, ma muore lo stesso giorno del suo ritorno all'Istituto durante una battaglia in cortile contro gli automi di Mortmain. Dopo la sua morte, diventa un fantasma e ha il compito di proteggere l'Istituto.
Charlotte Fairchild Branwell
È una ragazza di ventitré anni, direttrice dell'Istituto di Londra e sposata con lo Shadowhunters inventore Henry Branwell. È di piccola statura e molto minuta, ma queste sue caratteristiche non si notano a cospetto della sua autorevolezza e integrità morale. Charlotte, inoltre, dimostra di essere una donna comprensiva, altruista e molto amorevole. Alla fine, diventa Console e partorisce un figlio, che lei e il marito chiamano Charles Buford Fairchild.
Henry Jocelyn Branwell
Il marito di Charlotte, è alto e fulvo. Goffo, bonario e vulnerabile, si sente a suo agio solo tra gli oggetti meccanici, la sua passione, e costruisce molti congegni, che però spesso non funzionano. Formalmente è a capo dell'Istituto di Londra (di fatto diretto da sua moglie), ma viene continuamente denigrato e preso di mira da vari membri del consiglio, che lo ritengono solo un combina-guai senza cervello. Durante la battaglia finale contro Mortmain, rimane paralizzato dalla vita in giù. Alla fine, diventa padre del piccolo Charles Buford Fairchild.
Sophie Collins
Sophie è la cameriera dell'Istituto, trovata e salvata da Charlotte in una strada malfamata di Londra. Ha venti anni e una cicatrice che le deturpa il volto, lasciatale dal suo precedente padrone perché l'aveva rifiutato, ma rimane comunque una ragazza carina e graziosa. Diventa molto amica di Tessa, nella quale trova una confidente. Inizialmente innamorata di Jem, dopo le lezioni di addestramento s'innamora di Gideon Lightwood, che alla fine sposa e dal quale ha tre figli: Barbara, Eugenia e Thomas. Quando Charlotte diventa Console, ha luogo la sua cerimonia di Ascensione e diventa una Shadowhunter con il nome di Sophie Ashdown.
Gideon Lightwood
Ragazzo taciturno, riflessivo e osservatore, è il primogenito di Benedict e fratello di Gabriel e Tatiana. La sua lunga permanenza all'Istituto di Madrid ha messo in forte discussione i principi morali e lo stile di vita impartitogli dal padre. Proprio per questo, dopo aver scoperto gli illeciti di Benedict e la notizia che ha provocato la morte della madre Barbara, si trasferisce all'Istituto sotto l'ala protettiva di Charlotte e s'innamora di Sophie, alla quale impartiva già da qualche tempo lezioni di combattimento. Fa di tutto per portare suo fratello con sé, nutrendo per lui un grande affetto. Fisicamente somigliante al padre e interiormente alla madre, ha capelli color sabbia e occhi verde-grigio. Alla fine sposa Sophie.
Cecily Herondale
Sorella minore di Will, ha quindici anni ed è nata nel 1863. Ha lunghi capelli neri e occhi blu, somiglia molto a Will. Ha un caratterino forte e testardo e tiene facilmente testa al fratello, provocandolo. Si reca all'Istituto di Londra per essere addestrata come Cacciatrice, in realtà vuole solo riportare Will in Galles, ritenendo i Cacciatori dei mostri senza sentimento, ma ben presto si ricrede. Capisce subito che Will è innamorato di Tessa e stabilisce un legame molto forte con Gabriel, trascorrendo diverso tempo con lui e innamorandosene. Will, per proteggerla dai demoni, le regala un rubino rosso, che scintilla ogni volta che vi è una presenza demoniaca nelle vicinanze. Alla fine rimane all'Istituto e si fidanza con Gabriel, che poi sposa e da cui ha tre figli: Anna, Christopher e Alexander.
Gabriel Lightwood
Secondo figlio di Benedict e fratello di Gideon e Tatiana, è un ragazzo alto, snello, con capelli castani e occhi verdi. Ha un carattere molto ostinato e crede ciecamente a suo padre, disprezzando Charlotte. Ha un rapporto molto teso con Will e ogni occasione è buona per stuzzicarlo e per criticare i vari membri dell'Istituto. Quando suo fratello Gideon si trasferisce all'Istituto, lui rimane con suo padre, per poi andare a chiedere il loro aiuto quando Benedict si trasforma in un verme gigante, che il ragazzo è costretto a uccidere. Tormentato da dubbi e rimorsi, decide di spiare Charlotte per conto di Wayland, salvo poi cambiare bandiera. Sviluppa un legame molto forte con Cecily, della quale s'innamora e che poi, messi da parte gli attriti con Will, sposa.
Benedict Lightwood
Shadowhunter ostinato e testardo, fa di tutto per deporre Charlotte dalla sua carica di capo dell'Istituto di Londra. Ha tre figli (Gideon, Gabriel e Tatiana) ed è un uomo molto influente nel Consiglio. Intrattiene rapporti illeciti con i demoni, nonostante alla luce del sole li disprezzi. Proprio per questo motivo contrae la sifilide demoniaca e si allea con Mortmain per spiare gli Shadowhunter e ottenere una cura. Una volta che Charlotte e i figli scoprono l'accaduto, Benedict è costretto a confessare, perdendo l'aiuto di Mortmain e trasformandosi in un grosso verme demoniaco. Viene ucciso dal figlio Gabriel, dopo aver dilaniato a morsi il genero Rupert Blackthorn (neo marito di Tatiana) e attaccato Cecily.
Nathaniel "Nate" Grey
Fratello di Tessa anche se poi si scopre non esserlo, è un ragazzo vizioso che cerca di entrare nelle grazie del Magister portandogli come dono Tessa. Sposa Jessamine per poterla usare come spia. Alla fine muore sotto gli occhi di Tessa.
Axel Hollingworth Mortmain
Il Magister possiede una fabbrica d'ingranaggi e vuole distruggere gli Shadowhunters per vendicare i genitori, John Thaddeus e Anne Evelyn Shade, due stregoni uccisi a suo dire ingiustamente. Alla fine, viene ucciso da Tessa grazie all'angelo meccanico.
Magnus Bane
Uno degli stregoni più potenti. È stravagante, saggio e carismatico, ammira e stima il giovane Will, infatti lo aiuta nel tentativo di annullare la sua maledizione. Da anche una mano ai Nephilim contro Mortmain e, insieme ad Henry, marito di Charlotte, inventa il primo Portale.

## Edizioni
- Cassandra Clare, Shadowhunters - Le origini. L'angelo, traduzione di Raffaella Belletti, collana Chrysalide, Arnoldo Mondadori Editore, 2011,  ca. 480 pagine, ISBN 978-88-04-61009-0.
- Cassandra Clare, Shadowhunters - Le origini. L'angelo, traduzione di Raffaella Belletti, collana Oscar Bestsellers, Arnoldo Mondadori Editore, 2012,  ca. 490 pagine, ISBN 978-88-04-61699-3.
- Cassandra Clare, Shadowhunters - Le origini. Il principe, traduzione di Raffaella Belletti, collana Chrysalide, Arnoldo Mondadori Editore, 2012,  ca. 504 pagine, ISBN 978-88-04-61672-6.
- Cassandra Clare, Shadowhunters - Le origini. Il principe, traduzione di Raffaella Belletti, collana Oscar Bestsellers, Arnoldo Mondadori Editore, 2013,  ca. 504 pagine, ISBN 978-88-04-62613-8.
- Cassandra Clare, Shadowhunters - Le origini. La principessa, traduzione di Raffaella Belletti, collana Chrysalide, Arnoldo Mondadori Editore, 2013,  ca. 564 pagine, ISBN 978-88-04-63301-3.
- Cassandra Clare, Shadowhunters - Le origini. La principessa, traduzione di Raffaella Belletti, Oscar Bestsellers, Arnoldo Mondadori Editore, 2014,  ca. 560 pagine, ISBN 978-88-04-64076-9.

## Adattamenti
Della serie è stato realizzato un graphic novel in lingua inglese, edito negli Stati Uniti da Yen Press e illustrato dall'artista coreana Baek Hye-kyung. Il primo volume è uscito il 30 ottobre 2012, il secondo il 3 settembre 2013 e il terzo il 22 luglio 2014.
Ad aprile 2013 i diritti cinematografici della serie sono stati acquistati dalla Constantin Film.